# Josef Schmitt
Josef Schmitt (21 marzo 1908 – 16 aprile 1980) è stato un calciatore tedesco, di ruolo attaccante.

## Palmarès

### Club

#### Competizioni nazionali
- Campionato tedesco: 2

Norimberga: 1926-1927, 1935-1936
- Coppa di Germania: 2

Norimberga: 1935, 1939